# Tila (Estland)
Tila (Duits: Tilla) is een plaats in de Estlandse gemeente Tartu vald, provincie Tartumaa. De plaats heeft de status van dorp (Estisch: küla).
Het dorp ligt ten oosten van de vlek Vahi en ten noorden van de stad Tartu. De Põhimaantee 3, de hoofdweg van Jõhvi via het Peipusmeer, Tartu en Valga naar de grens met Letland, komt door Tila.

## Bevolking
Het aantal inwoners laat een opmerkelijke groei zien:
| Jaar            | 2011 | 2017 | 2018 | 2019 | 2020 | 2021 |
| --------------- | ---- | ---- | ---- | ---- | ---- | ---- |
| Aantal inwoners | 184  | 673  | 809  | 923  | 1101 | 1433 |

## Geschiedenis
Tila werd in 1839 voor het eerst genoemd onder de naam Tilga als nederzetting op het landgoed van Rathshof (ook wel Ratshof, tegenwoordig onder de naam Raadi-Kruusamäe een wijk van Tartu). Rond 1900 was Tila een veehouderij op hetzelfde landgoed.
Tussen 1912 en 1999 lag ten zuiden van van Tila het vliegveld Raadi (Estisch: Raadi lennuväli). Het terrein waar het vliegveld heeft gelegen, hoort voor een deel bij het grondgebied van Tila, voor een ander deel bij dat van Tartu. Het vliegveld was oorspronkelijk opgezet voor de burgerluchtvaart. In 1940, na de bezetting van Estland door de Sovjet-Unie, werd het vliegveld gesloten. Toen nazi-Duitsland in 1941 Estland had veroverd, nam de Luftwaffe het vliegveld in gebruik. In 1944 heroverde het Rode Leger het vliegveld, waarna de Luftwaffe nog een keer terugsloeg door het te bombarderen.
Na de Tweede Wereldoorlog bleef het vliegveld in gebruik als militaire basis, waar ook enig vrachtvervoer plaatsvond. Het terrein waar vroeger het centrum van het landgoed Raadi had gelegen werd bij het vliegveld getrokken. Het bestaan van het militaire vliegveld was geheim; de mensen die er werkten hadden een zwijgplicht. In 1992 vertrok de Sovjet-luchtmacht. Daarna gebruikte Estland het vliegveld nog enige tijd als uitwijkfaciliteit voor de luchthaven van Tallinn. In 1999 sloot het definitief. Sinds 2006 wordt een deel van het terrein gebruikt door het Nationaal Museum van Estland.